# Roger Van Hool
Roger Van Hool (* 27. September 1940 in Antwerpen; † 28. August 2023 in Paris) war ein belgischer Theater- und Filmschauspieler.

## Leben
Roger Van Hool kam 1940 in Antwerpen zur Welt und wuchs zweisprachig auf. Mit seiner Mutter sprach er Flämisch, mit seinem Vater Französisch. Um sein Französisch zu perfektionieren, schickte ihn sein Vater für vier Jahre an eine Internatsschule in Nivelles. Van Hool wollte eigentlich Maler werden, arbeitete zeitweilig als Dekorateur und entschied sich schließlich für die Schauspielerei. Als Darsteller stand er zunächst in Antwerpen auf der Bühne, zog jedoch schon bald nach Paris um. 
Im Jahr 1967 war er in Étienne Périers Film Sechs Jungen und vier Mädchen erstmals auf der Leinwand zu sehen. Noch im selben Jahr stand er in einer kleinen, jedoch titelgebenden Rolle in der Filmkomödie Oscar neben Louis de Funès vor der Kamera. In dem Filmdrama La Chamade – Herzklopfen (1968) erhielt er daraufhin eine Hauptrolle an der Seite von Catherine Deneuve und Michel Piccoli. In André Delvaux’ Kriegsdrama Rendezvous in Bray war er 1971 neben Anna Karina und Mathieu Carrière zu sehen. Delvaux besetzte Van Hool auch in Eine Frau zwischen Hund und Wolf (1979). Unter der Regie von François Truffaut kam Van Hool 1982 in Die Frau nebenan neben Fanny Ardant und Gérard Depardieu zum Einsatz. In der mehrteiligen, für das Fernsehen produzierten Filmbiografie Marie Curie (1991) spielte er Pierre Curie. Van Hool blieb über die Jahre jedoch vor allem dem Theater verbunden und trat unter anderem in Stücken von Bertolt Brecht, Harold Pinter und Tennessee Williams auf.
Er starb am 28. August 2023 knapp einen Monat vor seinem 83. Geburtstag in Paris.

## Filmografie (Auswahl)
- 1967: Sechs Jungen und vier Mädchen (Des garçons et des filles)
- 1967: Oscar
- 1968: La Chamade – Herzklopfen (La chamade)
- 1968: Seine Gefangene (La prisonnière)
- 1969: Léonce et Léna (TV-Film)
- 1969: Catherine – Ein Leben für die Liebe (Catherine)
- 1971: Rendezvous in Bray (Rendez-vous à Bray)
- 1972: Ein Mann geht aufs Ganze (L’assassino … è al telefono)
- 1974: Madame Baptiste (TV-Film)
- 1975: Die großen Detektive (Les grands détectives) (TV-Serie, eine Folge)
- 1976: Maigret (Les Enquêtes du commissaire Maigret) (TV-Serie, eine Folge)
- 1976: Im Garten der Qualen (Le jardin des supplices)
- 1979: Eine Frau zwischen Hund und Wolf (Een vrouw tussen hond en wolf)
- 1982: Die Frau nebenan (La femme d’à côté)
- 1983: La fuite en avant
- 1987: Zerstörende Liebe (Les nouveaux tricheurs)
- 1988: L’œuvre au noir
- 1991: Marie Curie (Marie Curie, une femme honorable) (TV-Miniserie)
- 1994: Madame le proviseur (TV-Serie, drei Folgen)
- 1997: Un coup de baguette magique (TV-Film)
- 1998: La dame aux camélias (TV-Film)
- 2001: Tanguy – Der Nesthocker (Tanguy)
- 2003–2004: La Crim’ (TV-Serie, neun Folgen)
- 2005: Série Noire (Kurzfilm)
- 2005: In äußerster Bedrängnis (Aux abois)
- 2006: Waltz (TV-Miniserie)
- 2007: Dialog mit meinem Gärtner (Dialogue avec mon jardinier)
- 2009: Erreur de la banque en votre faveur
- 2009: Ne m’oublie pas (Kurzfilm)
- 2014: United Passions
- 2014: Katakomben (As Above, So Below)
- 2016: Jacques – Entdecker der Ozeane (L’odyssée)
- 2019: La Vérité – Leben und lügen lassen (La vérité)
- 2020: Adorables